# 尊朝流
尊朝流（そんちょうりゅう）は、尊朝法親王が尊円流から、分化発展させた書流。

## 弟子
清原重吉、尊純法親王など。松花堂昭乗もその影響を色濃く受けたとされる。

## 当流派の意義
この流儀の極盛（徳川将軍家の御用書流になるなど）をもって、いわゆる御家流の発生の近因とされる。